# ليكينو-دوليوفو
ليكينو-دوليوفو (بالروسية: Ликино-Дулёво) هي إحدى مدن روسيا في الكيان الفدرالي الروسي موسكو أوبلاست في أوريخوفو-زويفو رايون.
تبلغ مساحتها 14 كم مربع و يبلغ عدد سكانها حوالي 30900 نسمة. المدينة مشهورة بإنتاج البورسلان ومصنع الباصات.